# بروژه کهنه
بروژه کهنه، روستایی از توابع بخش مرکزی شهرستان بانه در استان کردستان ایران است.

## جمعیت
این روستا در دهستان شوی قرار دارد و براساس سرشماری مرکز آمار ایران در سال ۱۳۸۵، جمعیت آن زیر سه خانوار بوده‌است.